# 阿佐ヶ谷スパイダース
阿佐ヶ谷スパイダース（あさがやスパイダース）は、日本の劇団。1996年、早稲田大学在学中だった長塚圭史を中心に結成。同年『アジャピー・ト・オジョパ』公演で旗揚げ。創設時より「劇団」ではなく「演劇プロデュース・ユニット」として活動していたが、2017年5月、「劇団」に変更した。

## メンバー
- 長塚圭史 - 主宰で作・演出を手掛ける。
- 伊達暁 - 役者。旗揚げより参加（旗揚げ時は舞台監督）。
- 中山祐一朗 - 役者。「SPIDERS LIMITED」より参加。「ともだちが来た」では演出を手掛ける。
- 中村まこと
- 村岡希美
- 志甫真弓子
- 富岡晃一郎
- 大久保祥太郎
- 木村美月
- 坂本慶介
- 智順
- 藤間爽子
- 森一生
- 李千鶴

## 公演
「ともだちが来た」を除いて、作・演出は長塚圭史。
- アジャピー・ト・オジョパ（1996年、旗揚げ公演）
- SAUDADE（1997年）
- SPIDERS　LIMITED（1998年）
- 鮫'98（1998年）
- メロディ（1999年）
- 綺麗（1999年）
- スキャンティ・クラシッコ（1999年）
- イヌの日（2000年）
  - 再演 イヌの日（2006年）
- ライヒ（2001年、東京グローブ座春のフェスティバル参加作品）
- 日本の女（2001年）
- 十字架（2002年）
- ポルノ（2002年）
- みつばち（2003年）
- ともだちが来た（2003年、作：鈴江俊郎 演出：中山祐一朗）
  - 再演 ともだちが来た（2020年）
- はたらくおとこ（2004年）
  - 再演 はたらくおとこ（2016年）
- 真昼のビッチ（2004年、ヴィレッジプロデュースVol.3　阿佐ヶ谷スパイダースPREMIUM）
- 悪魔の唄（2005年）
- 桜飛沫(2006年)
- 少女とガソリン（2007年）
- 失われた時間を求めて（2008年）
- アンチクロックワイズ・ワンダーランド（2010年）
- 荒野に立つ（2011年）
- あかいくらやみ（2013年）
- MAKOTO（2018年）
- 桜姫〜燃焦旋律隊殺於焼跡（2019年）
- 老いと建築（2021年）
- 遊覧文庫vol.1『下北沢のみち』『秋の下北沢盆踊り』（2022年）
- ペックとスメルの秘密基地（2023年）
- ジャイアンツ（2023年）